# موريتس يان
موريتز يان (بالألمانية: Moritz Jahn)‏ هو كاتب ألماني، ولد في 1884 في Lilienthal, Lower Saxony ‏ في ألمانيا، وتوفي في 1979 في غوتينغن في ألمانيا.

## وصلات خارجية
- موريتس يان على موقع مونزينجر (الألمانية)